# ینی دیزاخ‌لی
ینی دیزاخ‌لی (به لاتین: Yeni Dizaxlı) یک منطقه مسکونی در جمهوری آذربایجان است که در شهرستان قبله واقع شده است. ینی دیزاخ‌لی ۱۷۳۰ نفر جمعیت دارد.